# Louis Baillon (Hockeyspieler)
Louis Charles Baillon (* 5. August 1881 in Fox Bay, Westfalkland; † 2. September 1965 in Brixworth) war ein englischer Hockeyspieler.

## Leben
Louis Baillon kam 1881 als zweites von fünf Kindern seiner Eltern auf den Falklandinseln zur Welt. Sein Vater Louis Augustine Baillon stammte aus Nottingham und war auf die Falklandinseln gezogen, um dort Schafe zu züchten. 1888 kehrte die Familie nach England zurück und wohnte fortan in der Grafschaft Northamptonshire.
Louis Baillon begann in England mit dem Hockey und war als Linksverteidiger Teil der englischen Mannschaft, die bei den Olympischen Sommerspielen 1908 in London erster Olympiasieger in dieser Sportart wurde. Insgesamt absolvierte er neun Länderspiele für die englische Nationalmannschaft. Bis heute ist er der einzige Falkländer, der eine Medaille bei Olympischen Spielen gewinnen konnte.
Darüber hinaus war Baillon als Fußballspieler beim Wandsworth AFC aktiv und spielte Tennis im Northants County Lawn Tennis.
1910 heiratete er Isobel Green. Aus dieser Ehe gingen eine Tochter und vier Söhne hervor.
Im Jahre 1914 trat er der Royal Army Service Corps bei und diente als Lieutenant in Frankreich. Sechs Jahre später verließ er die Armee und wurde Manager bei der Phipps NBC. Später wurde er Geschäftsführer und Vorsitzender des Unternehmens.